# Luděk Mráz
Luděk Mráz ist ein ehemaliger tschechoslowakischer Radrennfahrer und nationaler Meister im Radsport.

## Sportliche Laufbahn
Mráz war im Straßenradsport aktiv. 1977 siegte er in der nationalen Meisterschaft im Straßenrennen vor Vendelin Kvetan und gewann das Eintagesrennen Košice–Tatry–Košice. 1979 bestritt er mit der Nationalmannschaft die Jugoslawien-Rundfahrt und gewann dort eine Etappe. 1982 holte er einen Etappensieg in der Lidice-Rundfahrt. Mráz bestritt als Nationalfahrer auch die Tour of Scotland, das britische Milk Race sowie die Slowakei-Rundfahrt.
In der Tour de Bohemia 1978 wurde er Gesamtdritter. 1982 wurde er Zweiter in der Lidice-Rundfahrt. Bei den Straßenradsport-Weltmeisterschaften 1978 wurde er 17. im Rennen der Amateure.